# Гамма1 Косинця
Гамма1 Косинця, латинізоване від γ1 Косинця, — одиночна зірка жовто-білого відтінку в південному сузір'ї Косинця. Її слабко видно неозброєним оком з видимою візуальною величиною 4,98. Річний зсув паралакса становить лише 2.22±0.27, виміряний від Землі, що дає приблизну оцінку відстані в 1500 світлових років від Сонця. Рухається в сторону Сонця з радіальною швидкістю близько -16 км/с. 
Це надгігант типу F із зоряною класифікацією F9 Ia. Має масу Сонця в 6,6  разів і розширився приблизно до 160 радіуса Сонця. Зірка випромінює зі своєї збільшеної фотосфери в 2040  разів більшу яскравість Сонця при ефективній температурі 6068 К. Його вік оцінюється приблизно в 53 мільйони років. 
Гамма2 Косинця найближча зірка на зоряну величину яскравіша.